# Giovanni Spataro
Giovanni Spataro, auch Spadario oder Spatarius (* 1458 oder 1459 in Bologna; † 17. Januar 1541 ebenda) war ein italienischer Komponist, Musiktheoretiker und Sänger der Renaissance.

## Leben und Wirken
Spataros Name leitet sich aus der beruflichen Tätigkeit seiner Familie her (spada = Schwert): Sein Großvater war ein Kaufmann, der mit Schwertern handelte; auch sein Vater und er selbst hatten das Schwertmacher-Handwerk erlernt. Sein Geburtsdatum ist unbekannt, zumal er selbst widersprüchliche Angaben dazu hinterlassen hat. In einem seiner beiden hinterlassenen Testamente gab er den 26. Oktober 1458 als Geburtsdatum an. Nach anderen Quellen handelt es sich dabei um seinen Tauftag.
Ab 1473 bekam er seine musikalische Ausbildung bei Bartolomeus Ramos de Pareja bis zum Jahr 1484, als Ramos aus Bologna wegging. Spataro hat nie eine Universität besucht (was seine nur mäßigen Lateinkenntnisse erklärt) und gehörte keinem geistlichen Stand an; er hat vermutlich seine handwerkliche Tätigkeit fortgesetzt, bis er später die Schmiede testamentarisch vermachte. Spataro hatte eine engere Beziehung zu jüngeren Mitgliedern der Familie Bentivoglio in Bologna; beispielsweise widmete er im Jahr 1491 seine Honesta defensio dem Familienmitglied Antongaleazzo Bentivoglio. Er verfasste für diese Familie auch einige Kompositionen und weitere musiktheoretische Abhandlungen. Ab dem Jahr 1501 (oder 1505) übernahm er die Tätigkeit eines Sängers an der Basilika San Petronio, wo er gelegentliche Dienste leistete, und hatte ab 1512 bis zu seinem Lebensende an der gleichen Kirche die Funktion eines maestro di canto. Nach seinem Ableben wurde er in einer Seitenkapelle von San Petronio beigesetzt. Seine Grabstätte ging bei Umbauarbeiten 1664 verloren.

## Bedeutung
Giovanni Spataros Bedeutung beruht weniger auf seinen Kompositionen, vielmehr auf seinem überlieferten Briefwechsel mit Marco Antonio Cavazzoni, Giovanni Del Lago (1480/1490 – nach 1543) und Pietro Aaron, der eine erhebliche Bedeutung für die Musikgeschichte des 16. Jahrhunderts besitzt – dies insbesondere, weil diese Korrespondenz deutliche Einblicke in den Alltag jener Zeit erlaubt, mehr als bei anderen Musikern. Sein nicht-akademisches Profil tritt beispielsweise in seiner Ansicht zu Tage, dass für einen Komponisten die angeborene Begabung wichtiger sei als eine gediegene Ausbildung. Ebenso war er skeptisch gegenüber musikalischen Autoritäten früherer Zeiten. Spataro war auch der Meinung, dass für eine musikalische Vorgehensweise nicht nur die theoretischen Regeln maßgeblich sind, sondern auch eine Verifizierung durch die Logik und das Urteil beim Anhören.
Die meisten musiktheoretischen Streitschriften Spataros sind Reaktionen auf die Ausführungen anderer Musiktheoretiker in deren Pamphleten. Beispielsweise hatte Nicolò Burzio (oder Nicolaus Burtius, 1450–1528) an Spataros Lehrer Ramos de Pareja und dessen Acht-Silben-Solmisations-System Kritik geübt, woraufhin Spataro in seiner Streitschrift Honesta defensio (1491) ein persönlich-aggressives Pamphlet veröffentlichte. Besonders der ausgedehnte Streit mit Franchino Gaffurio zeigt Spataros polemische Einstellung. Gaffurio hatte zunächst seine Schrift De harmonia (Mailand 1518) veröffentlicht, woraufhin Spataro in 18 Briefen (die verschollen sind) die dort enthaltenen vermeintlichen Irrtümer aufs Korn nahm. Gaffurio antwortete darauf mit seiner Schrift Apologia adversus Joannem Spatarium (Turin 1520); hierauf reagierte Spataro in seiner Antwort Errori di Franchino Gafurio (1521) mit einer sehr detaillierten Kritik an allen Veröffentlichungen seines Gegners. Dieser wehrte sich noch im gleichen Jahr mit zwei offenen Briefen gegen Spataro; der wiederum antwortete mit seiner Veröffentlichung Dilucide et probatissime demonstratione (1521). Bei den übrigen musiktheoretischen Fachleuten dieser Zeit fand diese Auseinandersetzung jedoch wegen ihres polemischen Stils, trotz der breit gefächerten Themen, keine besondere Resonanz.
In den aufschlussreichen Briefen Spataros geht es um Probleme von Tonsystem, Mensurallehre, Kontrapunkt und das Wort-Ton-Verhältnis. In seiner Kritik an dem chromatischen Duo »Quid non ebrietas« von Adrian Willaert findet er die Chromatik zu gewagt; in der Diskussion mit Pietro Aaron über die Behandlung von Dissonanzen betrachtet er diese aus der Sicht seiner Erfahrung recht unbefangen, und in seiner Auseinandersetzung mit Giovanni Del Lago über den Texteinfluss auf den musikalischen Rhythmus ist er der Meinung, dass der Sprachrhythmus für eine Komposition nicht bindend sei. Insgesamt lässt sich feststellen, dass er wegen der von ihm aufgeworfenen Fragen und der auf den Grund gehenden Antworten als einer der interessantesten Gestalten der italienischen Musiktheorie gelten kann.
Viele von Spataros Kompositionen sind verloren gegangen. Den Ausführungen in seinen Briefen ist zu entnehmen, dass er in seinen Werken mit mensuralen Techniken experimentierte; diese zeigen eine gewisse Vorliebe für Kanon-Strukturen. Seine erhalten gebliebenen Kompositionen sind von einer eher durchschnittlichen Qualität.

## Werke
- Erhalten gebliebene Kompositionen
  - »Ave gratia plena« zu vier Stimmen
  - »Gaude Maria virgo« zu vier Stimmen
  - »Hec virgo est praeclarum« zu vier und fünf Stimmen
  - »In illo tempore missus est angelus Gabriel« zu vier Stimmen
  - »Nativitas tua« zu fünf und sechs Stimmen
  - »Tenebrae factae sunt« in Laude libro secondo, Venedig 1508
  - »Virgo prudentissima« zu vier Stimmen
- Verschollene Kompositionen (meist in Spataros Briefen erwähnt)
  - »Ave Maria« zu sechs Stimmen
  - »Cardinei cetus« (für Papst Leo X., wahrscheinlich 1515)
  - »Deprecor te«
  - mehrere Magnificat, eines davon 1482 an Ercole I. d’Este gesandt
  - Missa »Da pacem«
  - Missa de la pera (für Hermes Bentivoglio)
  - Missa de la tradictora
  - Missa »O salutaris hostia« (1533)
  - Missa »Pera pera« (für Hermes Bentivoglio)
  - Missa di Sancta Maria Magdalena
  - Missa »Tue voluntatis«
  - »Nativitas gloriose«
  - Pater noster zu fünf Stimmen (1529)
  - »Salve regina« (um 1493)
  - »Ubi opus est facto«
- Erhalten gebliebene Schriften
  - Bartolomei Ramis honesta defensio in Nicolai Burtii parmensis opusculum, Bologna 1491
  - Utile e breve regole di canto, Bologna 1510
  - Dilucide et probatissime demonstratione de Maestro Zoanne Spatario musico bolognese, contra certe frivole et vane excusiatone, da Franchino Gafurio (maestro de li errori) in luce aducte, Bologna 1521
  - Errori di Franchino Gafurio da Lodi, da Maestro Ioanne Spatario, musico bolognese, in sua deffensione, et del suo preceptore maestro Bartolomeo Ramis hispano subtilimente demonstrati, Bologna 1521
  - Tractato di musica di Giovanni Spataro musico bolognese nel quale si tracta de la perfectione da la sesqualtera producta in la musica mensurata exercitate, Venedig 1531
  - 53 weitere Briefe
- Verschollene Schriften
  - Apostille (gegen Gaffurios Kritik an Ramos de Pareja)
  - Briefe an Franchino Gaffurio
  - Tractato de canto mensurato
  - Tractato de contrapuncto
  - Tractato delle proportioni
  - Schrift gegen Pietro Aarons Trattato della natura et cognitione di tutti gli tuoni, Venedig 1525

## Ausgaben (jeweils alphabetisch)
- Kompositionen
  - »Ave gratia plena« zu vier Stimmen, hrsg. in B. J. Blackburn, E. E. Lowinsky, C. A. Miller 1991, S. 555–561
  - »Hec virgo est praeclarum« und »Virgo prudentissima« in Italia sacra musica, hrsg. von Knud Christian Jeppesen, Band 1, Kopenhagen 1962, S. 118–123 und 113–117
  - »In illo tempore«, in Arte musica in Italia, hrsg. von I. Torchi, Band 1, Mailand 1897, S. 35
  - »Tenebrae factae sunt«, in Die mehrstimmigen italienischen Laude um 1500, hrsg. von Knud Christian Jeppesen und V. Brøndal, Leipzig / Kopenhagen 1935, S. 4 und folgende
- Schriften
  - »Dilucide et probatissime demonstratione«, Faksimile mit deutscher Übersetzung, Berlin 1925 (= Veröffentlichung der Musik-Bibliothek Paul Hirsch Nr. 7)
  - »Honesta defensio«, Faksimile Bologna 1967 (= Antiqua musica Italiae monumenta Bononiensia II/1)
  - »Tractato di musica«, Faksimile Bologna 1970 (= Bibliotheca musica Bononiensis II/14)
  - »Utile e breve regule di canto«, 1. Faksimile Bologna 1962 (= Antiqua musica Italiae monumenta Bononiensia II/2); 2. hrsg. von G. Vecchi 1962, S. 5–68